# 蛟洋文昌阁
25°13′31″N 116°43′54″E / 25.22528°N 116.73167°E
蛟洋文昌阁位于中国福建省上杭县蛟洋乡蛟洋村，坐西南朝东北，建于清乾隆六年至十九年（1741～1754年），后又于文昌阁之左右两侧分设天后宫和五谷殿。1929年7月20日～29日，中国共产党闽西第一次代表大会在此召开，毛泽东作为前委代表出席指导会议并作报告。1961年被列为第一批福建省文物保护单位。2006年作为古田会议旧址群之一并入第一批全国重点文物保护单位古田会议会址。
- 正前面
- 右前面
- 左侧的天后宫
- 天后宫正殿
- 右侧的五谷殿
- 底层大厅
- 底层右侧的毛泽东旧居
- 底层后部的巷道